# Красный Курган (Краснодарский край)
Красный Курган — хутор в Приморском сельском округе муниципального образования город-курорт Анапа Краснодарского края. Расположено менее, чем в километре к северо-западу от топливного хранилища и лётного поля аэропорта Анапа.

## Население
| 2002 | 2010 |
| ---- | ---- |
| 639  | ↗676 |